# NGC 5878
NGC 5878 este o galaxie spirală situată în constelația Balanța. A fost descoperită în 30 aprilie 1788 de către William Herschel. Se află la o distanță de 30,76 de megaparseci de Pământ.